# Mylana
Mylana (v ukrajinském originále Милана, též zmiňováno jako Milana) je opera o čtyřech dějstvích ukrajinského skladatele Heorhije Majborody. Libreto napsala ukrajinská spisovatelka a básnířka Agata Fedorivna Turčynska (1903–1972) podle vlastní stejnojmenné dramatické básně.

## Charakteristika a historie díla
Děj opery se odehrává na Zakarpatské Ukrajině v době maďarského záboru v letech 1939–1945; ukazuje komunisty vedený odboj zakarpatských Ukrajinců, ve středu děje je partyzánka Mylana. Východiskem je tedy opera hrdinsko-historického stylu charakteristická pro sovětskou tvorbu 30.–50. let 20. století, skladatel však zdůrazňuje individuální rysy a osudy postav, a tím Mylanu posouvá k typu opery lyricko-psychologické. Hudební styl opery se pohybuje v mezích socialistického realismu. Majboroda zde vychází ze stylu tzv. písňové opery stalinské doby, kladoucí důraz na srozumitelné melodie, zpěvní složka v opeře jasně dominuje a je to právě melodické bohatství „jiskřivé vokální partie“, které opeře zajistily popularitu. Jádrem většiny scén jsou sólové pěvecké výstupy, rámované početnými ansámbly a sbory. Orchestr však začíná mít větší úlohu a v některých případech se stává nositelem hlavní hudební myšlenky. Hudba opery je provázána a psychologie postav prohloubena využitím systému příznačných motivů.
Majboroda v Mylaně cituje některé autentické lidové písně, především však folklór soustavně zapojuje v áriích, ansámblech, a zejména v početných sborech. Využívá přitom intonace podkarpatské lidové hudby i lidové hudby širšího okruhu: kolomyjky a písně haličské, východoukrajinské a uherské.
Celkovému účinku opery vadí značné nedostatky libreta: dramaturgie je ukvapená a povrchní a řada akcí hrdinů je slabě motivována. Některé nedostatky lze však zčásti přičíst i skladateli, zejména značnou fragmentárnost díla. V kontrastu s psychologickým vystižením ostatních postav trpí právě postava titulní hrdinky Mylany tím, že její rysy nejsou ani v textu, ani v hudbě dostatečně rozvinuty, a hlavní milostný pár Mylany a Vasyla je celkově hudebně upozaděn oproti vedlejším hrdinům Jolan a Martynovi. Přesto ji ukrajinská hudební věda označuje za „jednu z nejkrásnějších oper“ 40.–50. let 20. století.
Opera Mylana měla premiéru 1. listopadu 1957 v kyjevském operním divadle a ještě v témže roce byla představena v Moskvě na „dekádě ukrajinského umění“. Titulní úlohu zpívala L. Lobaneva, Vasyla V. Kozerackyj, vynikli však především představitelé Martyna Dmytro Hnatjuk, Jolan Jevhenija Mirošnyčenko a Ruščaka Borys Hmyrja, starého Hucula Kozoluha zpíval P. Bilynnyk a starostu Šybaka M. Hryško. Dirigoval Veniamin Tolba, režii měl Volodymyr Skljarenko a scénu vytvořil Fedir Nirod. Kritika (spisovatel Maksym Rylskyj v recenzi v Pravdě z 2. prosince 1957) ji označila za „vážný krok v rozvoji ukrajinského a celého sovětského umění“.
V roce 1967 skladatel operu přepracoval pro účely obnovené kyjevské inscenace. Roku 1970 ji kyjevské divadlo prezentovalo v Bulharsku a hrálo až do 80. let 20. století. Roku 1972 byla pořízena rozhlasová nahrávka opery, kterou roku 2005 vydalo na CD nakladatelství Vektor-Vega.
Námětově se opera Mylana řadí mezi díla oslavující západní expanzi Ukrajinské sovětské socialistické republiky v letech 1944–1945: kritika (Maksym Rylskyj) na ní z ideologického hlediska oceňovala, že jejími hrdiny jsou „mužní bojovníci za štěstí pracujícího lidu, za sjednocení Zakarpatské se Sovětskou Ukrajinou“. Ještě v roce 1957 byla vedle kyjevské Mylany týkající se území získaného od Československa (respektive Maďarska) uvedeny ve Lvově opera Úsvit Anatolije Kosa-Anatolského o východní Haliči získané od Polska a v Charkově opera Bukovinci Marka Karminského o severní Bukovině získané od Rumunska.

## Děj opery

### 1. dějství
Zakarpatská Ukrajina. Jarní večer roku 1939. Mylana vyhlíží svého milého, partyzána Vasyla. Chlapci si dělají legraci z vesnického starosty Šybaka, spolupracujícího s fašisty, který pro to, aby se zalíbil okupantům, přijal i maďarské jméno Símperly. Největším Šybakovým zastáncem a pochlebníkem je místní boháč Klympuš. Notář Flejs kárá Šybaka za špatný výkon úřadu a za nedostatečné potírání komunistů. Dává Šybakovi lstivou úlohu: nechat do sebe zamilovat některou z místních děvčat a skrze ni vyzvědět záměry komunistů.

### 2. dějství
Objevuje se komunistický odbojář Ruščak, převlečený za starce. Vesničané se mu svěřují s těžkými obavami o svůj život. Vasyl radostně vypráví o bratrských stycích s Kyjevem a Lvovem. Stará Hafa a Mylana zvou všechny do chalupy na pohoštění. Ruščak, Mylana, její přítelkyně Jolan, Jolanin milý, chasník Martyn, a Vasyl se zdrží, i když ostatní odejdou. Jolan rozdává svým soudruhům letáky. Ruščak dává členům odboje bojové úkoly. – Suroví četníci zatýkají několik vesničanů, mezi nimi Vasyla, Martyna a Mylanu. Když to vidí Šybak, veřejně četníkům přikazuje, aby Mylanu propustili – není prý „jejich“, ale „naše“. Tím vzbudí u vesničanů vůči Mylaně nedůvěru.

### 3. dějství
Mylana se schovává v horské kolibě; od starostova vyjádření jí někteří odbojáři nevěří. Jolan jí vypráví, že se Vasyl zachránil a nyní se nachází v Sovětském svazu. Přichází Ruščak a dává Mylaně bojový úkol: má přejít frontu a ukázat vojskům Rudé armády, jak bez velkých ztrát obejít Arpádovu linii. Mylana je nadšena: věří jí, nepovažují ji za zrádkyni.

### 4. dějství
Rok 1944. Horthyovské oddíly utíkají před postupujícími sovětskými vojsky a nabízejí Šybakovi, aby uprchl s nimi. Mylaně hrozí smrtelně nebezpečí, ale ona zůstává pevná; předstupuje před Šybaka ne jako poražená, ale jako vítězící. Šybak ji zastřelí ranou do spánku. – Objevují se sovětští vojáci vedení Vasylem. Vojáci opatrně odnášejí smrtelně raněnou Mylanu.